# PBA Philippine Cup
La  Philippine Basketball Association (PBA) Philippine Cup, conosciuta anche come Philippine Cup, è considerato il più prestigioso delle tre Conference in una stagione della PBA. Il torneo non consente alle squadre di utilizzare giocatori stranieri durante le partite, essendo riservato ai solo giocatori della Filippine. Prima della stagione 2004-2005, il torneo era noto come PBA All-Filipino Cup. I Meralco Bolts sono gli attuali campioni in carica del torneo.

## Storia
Dalla stagione 2006-07, il Trofeo Jun Bernardino viene assegnato ai campioni. Il trofeo, del valore di 500.000 Peso filippino, è placcato in oro 24 carati e può essere tenuto dai campioni per un anno. Successivamente, ricevono una replica più piccola del trofeo. Se una squadra vince tre tornei consecutivi, la franchigia può conservare il trofeo originale anziché la replica. Il trofeo è intitolato all'ex commissario della PBA, Jun Bernardino.
Nella storia della lega, solo i TNT Tropang Texters (dal 2010-11 al 2012-13) e i San Miguel Beermen (dal 2014-15 al 2018-19) hanno vinto l’All-Filipino Conference per almeno tre volte consecutive. Raggiungendo questo traguardo, TNT e San Miguel hanno ottenuto il diritto di conservare permanentemente il Trofeo Bernardino: il TNT mantiene la versione del 2006, mentre il San Miguel quella del 2013.
Le edizioni del torneo del 1975 e 1976 furono riclassificate come conferenze con giocatori importati, poiché la lega permise alle squadre con un roster tecnicamente inferiore di assumere giocatori stranieri per rafforzare le loro formazioni. Il primo torneo che vietò l’assunzione di giocatori stranieri fu nel 1977.
Le stagioni 1981 e 1982 della PBA non ebbero una All-Filipino Conference.

## Albo d'Oro

### Per stagione

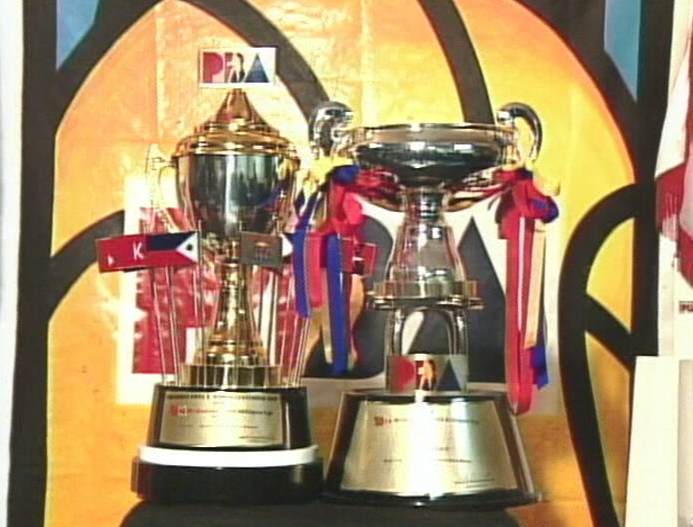
Il design precedente dell'All-Filipino Cup (a destra), utilizzato dal 1994 al 2002, insieme al Trofeo del Centenario FVR. Entrambi i trofei furono assegnati al vincitore delle finali dell'All-Filipino Cup del 1998.

| Stagione  | Campione                                                                                 | Finalista                                                                                | Risultato serie                                                                          |                                                                                          |
| --------- | ---------------------------------------------------------------------------------------- | ---------------------------------------------------------------------------------------- | ---------------------------------------------------------------------------------------- | ---------------------------------------------------------------------------------------- |
| 1975      | Il torneo è stato riclassificato come una conferenza con giocatori stranieri.            | Il torneo è stato riclassificato come una conferenza con giocatori stranieri.            | Il torneo è stato riclassificato come una conferenza con giocatori stranieri.            | Il torneo è stato riclassificato come una conferenza con giocatori stranieri.            |
| 1976      | Il torneo è stato riclassificato come una conferenza con giocatori stranieri.            | Il torneo è stato riclassificato come una conferenza con giocatori stranieri.            | Il torneo è stato riclassificato come una conferenza con giocatori stranieri.            | Il torneo è stato riclassificato come una conferenza con giocatori stranieri.            |
| 1977      | Crispa Redmanizers                                                                       | Mariwasa Panthers                                                                        | 3–2                                                                                      |                                                                                          |
| 1978      | Toyota Tamaraws                                                                          | Filmanbank Bankers                                                                       | 3–1                                                                                      |                                                                                          |
| 1979      | Crispa Redmanizers                                                                       | Toyota Tamaraws                                                                          | 3–2                                                                                      |                                                                                          |
| 1980      | Crispa Redmanizers                                                                       | Toyota Tamaraws                                                                          | 3–1                                                                                      |                                                                                          |
| 1981      | Il torneo non si tenne perché Manila doveva ospitare gli XI Giochi del Sud-est asiatico. | Il torneo non si tenne perché Manila doveva ospitare gli XI Giochi del Sud-est asiatico. | Il torneo non si tenne perché Manila doveva ospitare gli XI Giochi del Sud-est asiatico. | Il torneo non si tenne perché Manila doveva ospitare gli XI Giochi del Sud-est asiatico. |
| 1982      | Non fu disputata una Conference All-Filipino.                                            | Non fu disputata una Conference All-Filipino.                                            | Non fu disputata una Conference All-Filipino.                                            | Non fu disputata una Conference All-Filipino.                                            |
| 1983      | Crispa Redmanizers                                                                       | Barangay Gin. Kings                                                                      | 3–0                                                                                      |                                                                                          |
| 1984*     | Crispa Redmanizers                                                                       | Great Taste Coffee Makers                                                                | 4–1                                                                                      |                                                                                          |
| 1984*     | Great Taste Coffee Makers                                                                | Beer Hausen Brewmasters                                                                  | 3–0                                                                                      |                                                                                          |
| 1985      | Great Taste Coffee Makers                                                                | Shell Turbo Chargers                                                                     | 3–1                                                                                      |                                                                                          |
| 1986      | Tanduay Rhum Makers                                                                      | Ginebra San Miguel                                                                       | 3–1                                                                                      |                                                                                          |
| 1987      | Great Taste Instant Milk                                                                 | Hills Bros. Coffee Kings                                                                 | 3–0                                                                                      |                                                                                          |
| 1988      | Barangay Gin. Kings                                                                      | Purefoods Hotdogs                                                                        | 3–1                                                                                      |                                                                                          |
| 1989      | S. Miguel Beermen                                                                        | Purefoods Hotdogs                                                                        | 4–2                                                                                      |                                                                                          |
| 1990      | Presto Tivolis                                                                           | Purefoods Hotdogs                                                                        | 4–3                                                                                      |                                                                                          |
| 1991      | Purefoods TJ Hotdogs                                                                     | Pop Cola Panthers                                                                        | 3–2                                                                                      |                                                                                          |
| 1992      | S. Miguel Beermen                                                                        | Purefoods TJ Hotdogs                                                                     | 4–3                                                                                      |                                                                                          |
| 1993      | Purefoods Oodles                                                                         | S. Miguel Beermen                                                                        | 4–2                                                                                      |                                                                                          |
| 1994      | S. Miguel Beermen                                                                        | Coney Island Ice Cream Stars                                                             | 4–2                                                                                      |                                                                                          |
| 1995      | Pop Cola Panthers                                                                        | Alaska Milkmen                                                                           | 4–3                                                                                      |                                                                                          |
| 1996      | Alaska Aces                                                                              | Magnolia CT Hotshots                                                                     | 4–1                                                                                      |                                                                                          |
| 1997      | Magnolia CT Hotshots                                                                     | Barangay Gin. Kings                                                                      | 4–2                                                                                      |                                                                                          |
| 1998      | Alaska Aces                                                                              | S. Miguel Beermen                                                                        | 4–3                                                                                      |                                                                                          |
| 1999      | Shell Turbo Chargers                                                                     | Tanduay Rhum Masters                                                                     | 4–2                                                                                      |                                                                                          |
| 2000      | Alaska Aces                                                                              | Magnolia CT Hotshots                                                                     | 4–1                                                                                      |                                                                                          |
| 2001      | S. Miguel Beermen                                                                        | Barangay Gin. Kings                                                                      | 4–2                                                                                      |                                                                                          |
| 2002      | Coca-Cola Tigers                                                                         | Alaska Aces                                                                              | 3–1                                                                                      |                                                                                          |
| 2003      | TNT Tropang 5G                                                                           | Coca-Cola Tigers                                                                         | 4–2                                                                                      |                                                                                          |
| 2004-2005 | Barangay Gin. Kings                                                                      | TNT Tropang 5G                                                                           | 4–2                                                                                      |                                                                                          |
| 2005-2006 | Magnolia CT Hotshots                                                                     | Barako Boosters                                                                          | 4–2                                                                                      |                                                                                          |
| 2006-2007 | Barangay Gin. Kings                                                                      | S. Miguel Beermen                                                                        | 4–2                                                                                      |                                                                                          |
| 2007-2008 | S. Lucia Realtors                                                                        | Magnolia CT Hotshots                                                                     | 4–3                                                                                      |                                                                                          |
| 2008-2009 | TNT Tropang 5G                                                                           | Alaska Aces                                                                              | 4–3                                                                                      |                                                                                          |
| 2009-2010 | Magnolia CT Hotshots                                                                     | Alaska Aces                                                                              | 4–0                                                                                      |                                                                                          |
| 2010-2011 | TNT Tropang 5G                                                                           | S. Miguel Beermen                                                                        | 4–2                                                                                      |                                                                                          |
| 2011-2012 | TNT Tropang 5G                                                                           | Powerade Tigers                                                                          | 4–1                                                                                      |                                                                                          |
| 2012-2013 | TNT Tropang 5G                                                                           | Rain or Shine                                                                            | 4–0                                                                                      |                                                                                          |
| 2013-2014 | Magnolia CT Hotshots                                                                     | Rain or Shine                                                                            | 4–2                                                                                      |                                                                                          |
| 2014-2015 | S. Miguel Beermen                                                                        | Alaska Aces                                                                              | 4–3                                                                                      |                                                                                          |
| 2015-2016 | S. Miguel Beermen                                                                        | Alaska Aces                                                                              | 4–3                                                                                      |                                                                                          |
| 2016-2017 | S. Miguel Beermen                                                                        | Ginebra San Miguel                                                                       | 4–1                                                                                      |                                                                                          |
| 2017-2018 | S. Miguel Beermen                                                                        | Magnolia CT Hotshots                                                                     | 4–1                                                                                      |                                                                                          |
| 2019      | S. Miguel Beermen                                                                        | Magnolia CT Hotshots                                                                     | 4–3                                                                                      |                                                                                          |
| 2020      | Ginebra San Miguel                                                                       | TNT Tropang 5G                                                                           | 4–1                                                                                      |                                                                                          |
| 2021      | TNT Tropang 5G                                                                           | Magnolia CT Hotshots                                                                     | 4–1                                                                                      |                                                                                          |
| 2022-2023 | S. Miguel Beermen                                                                        | TNT Tropang 5G                                                                           | 4–3                                                                                      |                                                                                          |
| 2023-2024 | Meralco Bolts                                                                            | S. Miguel Beermen                                                                        | 4–2                                                                                      |                                                                                          |
| 2024-2025 | S. Miguel Beermen                                                                        | TNT Tropang 5G                                                                           | 4–2                                                                                      |                                                                                          |

* Nella stagione 1984 si tennero due All-Filipino Conference

### Per franchigie
| Totale | Squadra                   | Ultimo titolo |
| ------ | ------------------------- | ------------- |
| 11     | S. Miguel Beermen         | 2025          |
| 6      | Magnolia CT Hotshots      | 2013–14       |
| 6      | TNT Tropang 5G            | 2021          |
| 5      | Crispa Redmanizers        | 1984 First    |
| 4      | Ginebra San Miguel        | 2020          |
| 4      | Great Taste Coffee Makers | 1990          |
| 3      | Alaska Aces               | 2000          |
| 1      | Meralco Bolts             | 2024          |
| 1      | S. Lucia Realtors         | 2007–08       |
| 1      | Coca-Cola Tigers          | 2002          |
| 1      | Shell Turbo Chargers      | 1999          |
| 1      | Pop Cola Panthers         | 1995          |
| 1      | Tanduay Rhum Masters      | 1986          |
| 1      | Toyota Super Corollas     | 1978          |

## Miglior giocatore della Conference
|                | Indica un giocatore ancora attivo nella PBA                           |
|                | Indica un giocatore inserito nella PBA Hall of Fame                   |
| Giocatore (n.) | Indica il numero di volte che il giocatore ha vinto il riconoscimento |

| Stagione | Giocatore            | Squadra              |
| -------- | -------------------- | -------------------- |
| 1994     | Jerry Codiñera       | Magnolia CT Hotshots |
| 1995     | Vergel Meneses       | Pop Cola Panthers    |
| 1996     | Alvin Patrimonio     | Magnolia CT Hotshots |
| 1997     | Nelson Asaytono      | S. Miguel Beermen    |
| 1998     | Nelson Asaytono (2)  | S. Miguel Beermen    |
| 1999     | Eric Menk            | Tanduay Rhum Masters |
| 2000     | Kenneth Duremdes     | Alaska Aces          |
| 2001     | Danny Ildefonso      | S. Miguel Beermen    |
| 2002     | Jeffrey Cariaso      | Coca-Cola Tigers     |
| 2003     | Asi Taulava          | TNT Tropang 5G       |
| 2004–05  | Eric Menk (2)        | Ginebra San Miguel   |
| 2005-06  | Danny Seigle         | S. Miguel Beermen    |
| 2006–07  | Mark Caguioa         | Ginebra San Miguel   |
| 2007–08  | Kelly Williams       | S. Lucia Realtors    |
| 2008–09  | Willie Miller        | Alaska Aces          |
| 2009–10  | James Yap            | Magnolia CT Hotshots |
| 2010–11  | Jay Washington       | S. Miguel Beermen    |
| 2011–12  | Gary David           | Powerade Tigers      |
| 2012–13  | Jayson Castro        | TNT Tropang 5G       |
| 2013–14  | June Mar Fajardo     | S. Miguel Beermen    |
| 2014–15  | June Mar Fajardo (2) | S. Miguel Beermen    |
| 2015–16  | June Mar Fajardo (3) | S. Miguel Beermen    |
| 2016–17  | June Mar Fajardo (4) | S. Miguel Beermen    |
| 2017–18  | June Mar Fajardo (5) | S. Miguel Beermen    |
| 2019     | June Mar Fajardo (6) | S. Miguel Beermen    |
| 2020     | Stanley Pringle      | Ginebra San Miguel   |
| 2021     | Calvin Abueva        | Magnolia CT Hotshots |
| 2022-23  | June Mar Fajardo (7) | S. Miguel Beermen    |
| 2023-24  | June Mar Fajardo (8) | S. Miguel Beermen    |
| 2024-25  | June Mar Fajardo (9) | S. Miguel Beermen    |